# Conognatha thoreyi
Conognatha thoreyi es una especie de escarabajo del género Conognatha, familia Buprestidae. Fue descrita científicamente por Chevrolat en 1838.